# Sagama
Sagama (sardinski: Sàgama) je grad i općina (comune) u pokrajini Oristanu u regiji Sardiniji, Italija. Nalazi se na nadmorskoj visini od 333 metra i ima 200 stanovnika.
 Prostire se na 11,72 km². Gustoća naseljenosti je 17 st/km².
Susjedne općine su: Flussio, Scano di Montiferro, Sindia, Suni i Tinnura.